# Зиновьев, Василий Николаевич (музыкант)
Васи́лий Никола́евич Зино́вьев (15 [27] января 1874, Спас-Подгорье, Ярославская губерния — 25 марта 1925, Москва) — священник Русской православной церкви, церковный композитор, регент и педагог. Наиболее известен торжественной хоровой обработкой песнопения великого повечерия «С нами Бог». 

## Биография
Родился 15 (27) января 1874 года в семье диакона Николая Васильевича Зиновьева в селе Спас-Подгорье Ростовского уезда . В раннем возрасте потерял своих родителей; отец умер в возрасте 39 лет, когда Василию, младшему из 4-х детей, было всего лишь 2 года.
Учился в Ростовском Димитриевском духовном училище (1884—1888) и Ярославской духовной семинарии (1888—1894). После окончания семинарии, с сентября 1894 года, он был учителем закона Божьего и пения в церковно-приходской школе Югской Дорофеевой пустыни; здесь он написал свои первые песни для детского хора «Здравствуй, школа» и «Кукушка». Спустя год, 22 октября 1895 года в ярославской церкви Димитрия Солунского Василий Зиновьев обвенчался с Марией Львовой и вскоре был посвящён архиепископом Ионафаном в сан диакона церкви Петра и Павла при Ярославском кадетском корпусе, а 21 декабря 1896 года рукоположён в сан иерея и определён в Троицкую домовую церковь ярославского Николаевского детского приюта, где воспитывались девочки-сироты от 6 до 16 лет. С 13 сентября 1900 года священник Василий Зиновьев начал педагогическую деятельность в Ярославской духовной семинарии — учителем церковного пения.
С 1 января 1906 года он стал преподавать пение в женской Ярославской Мариинской гимназии, где обучались его пять дочерей; в апреле этого же года приглашён дополнительно учителем закона Божия и пения в министерское двуклассное училище при станции «Ярославль» Северной железной дороги. Наконец, 21 августа 1906 года, архиепископом Ярославским и Ростовским Иаковом он был назначен регентом архиерейского хора Успенского кафедрального собора, одновременно оставаясь настоятелем церкви при Николаевском приюте и педагогом в вышеуказанных учебных заведениях.
С 16 сентября 1916 года по февраль 1917 года священник Василий Зиновьев добровольцем участвовал в Первой мировой войне: он был полковым священником в 207-м запасном пехотном полку.
При Сретенском храме им была организована художественная капелла; «это был хор такого великолепного звучания, что слушать его приезжали даже из Москвы».
В 1918 году некоторое время он был учителем пения в ярославской школе; поставленный перед выбором — служение в храме, либо светский учитель музыки, он выбрал церковь. Тем не менее, 15 октября 1921 года он был назначен заведующим кафедрой эстетического воспитания Ярославского педагогического института.
В 1921 году умерла его жена, Мария Львовна, а летом 1922 года утонул его единственный пятнадцатилетний сын Николай. За выступление против обновленчества, почти месяц, с 28 октября до 22 ноября 1922 года был под арестом.
В ноябре 1923 года у Зиновьева проявилось заболевание — рак горла, которое требовало серьёзного лечения и в мае 1924 года он отправился на лечение в Крым. В октябре 1924 года, по настоянию врачей, он переехал на лечение в Москву, где управлял хором в храме Преподобного Сергия Радонежского.
Умер Василий Зиновьев в московской больнице 25 марта 1925 года. Похоронен неподалёку от храма Параскевы Пятницы на Туговой горе рядом с могилами жены и сына.

## Творчество

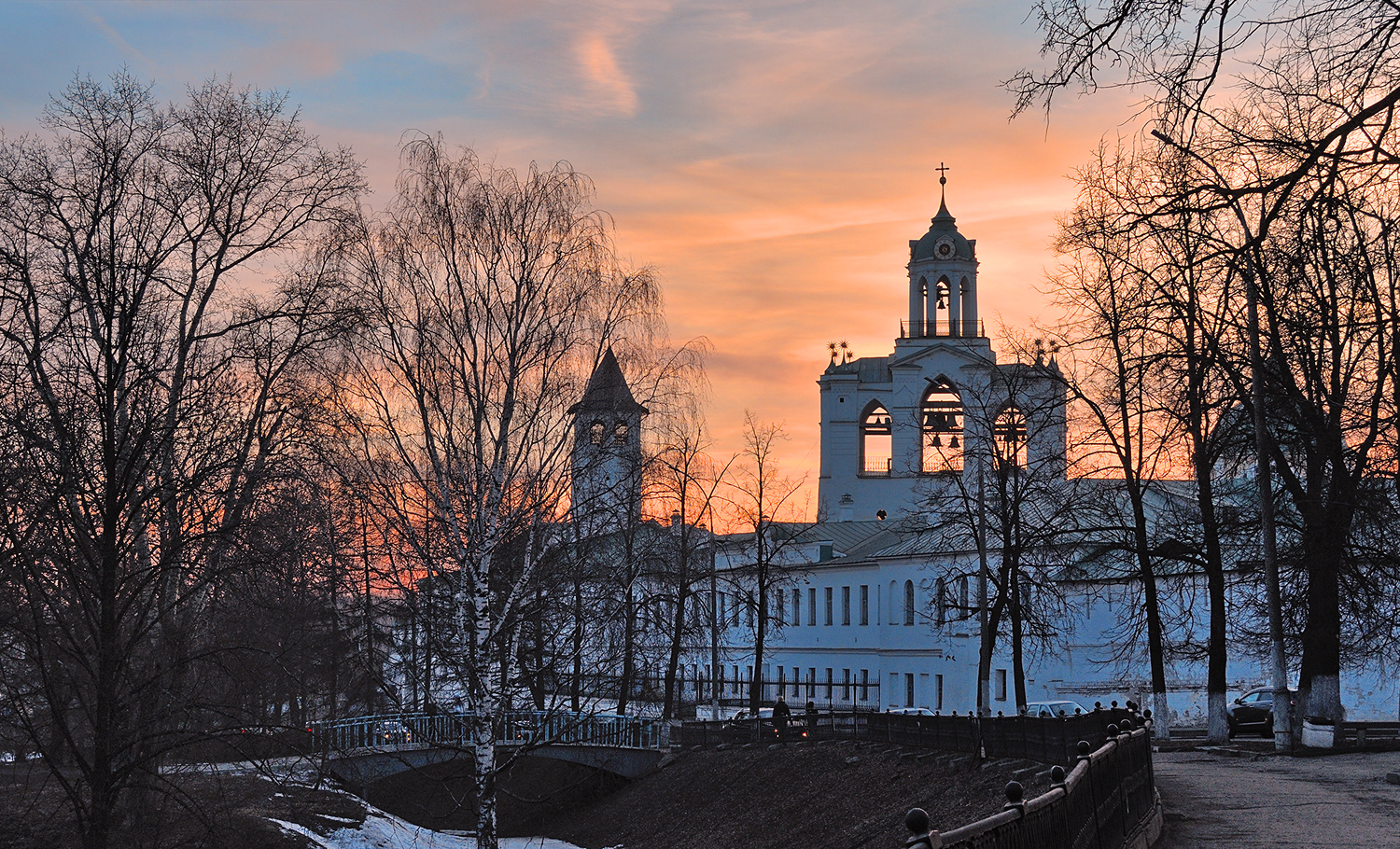
Архиерейский дом в Ярославле, где впервые было исполнено песнопение «С нами Бог» священника Василия Зиновьева

В 1897 году в издательстве П. Юргенсона был напечатан его хоровой цикл «Шесть тропарей покаянного канона», а в 1898 году — сборник для смешанного хора «Песнопения из Божественной литургии»; в августе 1904 года вышел в свет сборник детских песен Зиновьева: «Пение на Рождественской ёлке в народной школе» (в 6 выпусках). Им были также составлены «Азбука школьного пения», «Элементарный курс сольфеджио», «Практическое руководство для начинающего учителя-регента».
Большинство музыкальных песнопений и сочинений В. Н. Зиновьева относится к периоду 1907—1913 гг. В это время Ярославской епархией управлял архиепископ Тихон (Белавин). По его благословению он взял на себя труд гармонизации церковных гласовых песнопений местного распева, результатом которого стала книга «Воскресное всенощное бдение». Архиепископ Тихон высоко оценил труд священника Василия, наградив его камилавкой. Книга была рекомендована как руководство всем епархиальным хорам, а также как пособие при изучении церковного осмогласия в духовных учебных заведениях и во всех школах, где преподавалось церковное пение, — с целью введения во всех церквах епархии единообразного осмогласного пения. По просьбе архиепископа Тихона он написал цикл песнопений «Архиерейское облачение». 
Наиболее известным произведением Зиновьева можно считать концерт «С нами Бог» на стихи из пророчества Исаии, предназначенное для великого повечерия Рождества Христова. Автором это песнопение было посвящено 100-летию со времени окончания Отечественной войны 1812 года и впервые исполнено 26 декабря 1912 года на рождественском молебне в Архиерейском доме в Ярославле. До настоящего времени музыкальная интерпретация Зиновьева широко распространена в православном рождественском богослужении.
Кроме духовных песнопений, он писал светские песни и романсы, среди которых хоровой вариант песни «Вечерний звон», а также «Белеет парус одинокий», «Меж высоких хлебов затерялося», «По небу полуночи ангел летел» и другие. Писал он также и собственные стихи, к которым сочинял музыку. Его сочинения печатались в «Ярославских епархиальных ведомостях». Одним из таких стихов был текст к кантате в честь 600-летия явления Толгской иконы Богоматери, которое отмечалось 8 августа 1914 года. После начала Первой мировой войны Зиновьев написал кантату «Русь святая идёт на войну»; в 1915 году — песню «Спите, орлы боевые», которая пользовалась в те годы большой популярностью.